# SYT5
SYT5 (англ. Synaptotagmin 5) – білок, який кодується однойменним геном, розташованим у людей на короткому плечі 19-ї хромосоми. Довжина поліпептидного ланцюга білка становить 386 амінокислот, а молекулярна маса — 42 900.
| 10         |  | 20         |  | 30         |  | 40         |  | 50         |
| ---------- |  | ---------- |  | ---------- |  | ---------- |  | ---------- |
| MFPEPPTPGP |  | PSPDTPPDSS |  | RISHGPVPPW |  | ALATIVLVSG |  | LLIFSCCFCL |
| YRKSCRRRTG |  | KKSQAQAQVH |  | LQEVKGLGQS |  | YIDKVQPEVE |  | ELEPAPSGPG |
| QQVADKHELG |  | RLQYSLDYDF |  | QSGQLLVGIL |  | QAMGLAALDL |  | GGSSDPYVRV |
| YLLPDKRRRY |  | ETKVHRQTLN |  | PHFGETFAFK |  | VPYVELGGRV |  | LVMAVYDFDR |
| FSRNDAIGEV |  | RVPMSSVDLG |  | RPVQAWRELQ |  | AAPREEQEKL |  | GDICFSLRYV |
| PTAGKLTVIV |  | LEAKNLKKMD |  | VGGLSDPYVK |  | VHLLQGGKKV |  | RKKKTTIKKN |
| TLNPYYNEAF |  | SFEVPCDQVQ |  | KVQVELTVLD |  | YDKLGKNEAI |  | GRVAVGAAAG |
| GAGLRHWADM |  | LANPRRPIAQ |  | WHSLRPPDRV |  | RLLPAP     |  |            |

A: Аланін

C: Цистеїн

D: Аспарагінова кислота

E: Глутамінова кислота

F: Фенілаланін

G: Гліцин

H: Гістидин

I: Ізолейцин

K: Лізин

L: Лейцин

M: Метіонін

N: Аспарагін

P: Пролін

Q: Глутамін

R: Аргінін

S: Серин

T: Треонін

V: Валін

W: Триптофан

Задіяний у такому біологічному процесі, як альтернативний сплайсинг. 
Білок має сайт для зв'язування з іонами металів, іоном кальцію. 
Локалізований у мембрані, клітинних контактах, цитоплазматичних везикулах, синапсах, ендосомах.